# Desmoncus polyacanthos
Desmoncus polyacanthos är en enhjärtbladig växtart som beskrevs av Carl Friedrich Philipp von Martius. Desmoncus polyacanthos ingår i släktet Desmoncus och familjen Arecaceae.

## Underarter
Arten delas in i följande underarter:
- D. p. polyacanthos
- D. p. prunifer